# Гранд-Айл (Вермонт)
Гранд-Айл (англ. Grand Isle) — місто (англ. town) в США, в окрузі Ґранд-Айл штату Вермонт. Населення — 2086 осіб (2020).

## Географія
Місто розташоване в північно-західній частині Вермонта, в північній частині острова Саут-Херо, який розташований посеред озера Шамплейн, на відстані приблизно 75 кілометрів на північний захід від Монтпілієра, адміністративного центру штату. Абсолютна висота — 30 метрів над рівнем моря.

Згідно з даними бюро перепису населення США, площа території міста становить 91 км², з яких, 42,8 км² припадає на сушу і 48,2 км (тобто 53 %) на водну поверхню.

## Демографія

### Перепис 2010
Згідно з переписом 2010 року, у місті мешкало 2067 осіб у 854 домогосподарствах у складі 616 родин. Було 1198 помешкань
Расовий склад населення:
| - 97,1 % — білих - 0,6 % — корінних американців - 0,6 % — чорних або афроамериканців - 0,2 % — азіатів |

До двох чи більше рас належало 1,2 %. Частка іспаномовних становила 1,1 % від усіх жителів.
За віковим діапазоном населення розподілялося таким чином: 20,7 % — особи молодші 18 років, 66,2 % — особи у віці 18—64 років, 13,1 % — особи у віці 65 років та старші. Медіана віку мешканця становила 45,3 року. На 100 осіб жіночої статі у місті припадало 102,4 чоловіків; на 100 жінок у віці від 18 років та старших — 99,8 чоловіків також старших 18 років.
Середній дохід на одне домашнє господарство становив 83 674 долари США (медіана — 64 760), а середній дохід на одну сім'ю — 96 309 доларів (медіана — 75 795). Медіана доходів становила 53 264 долари для чоловіків та 39 940 доларів для жінок. За межею бідності перебувало 7,5 % осіб, у тому числі 8,7 % дітей у віці до 18 років та 4,8 % осіб у віці 65 років та старших.
Цивільне працевлаштоване населення становило 1246 осіб. Основні галузі зайнятості: освіта, охорона здоров'я та соціальна допомога — 20,0 %, виробництво — 15,7 %, науковці, спеціалісти, менеджери — 14,4 %.

### Перепис 2000
За даними перепису населення 2000 року в місті Ґранд-Айл проживало 1955 осіб, 572 родини, налічувалося 772 домашніх господарства та 1047 одиниць житлового фонду. Середня густота населення становила близько 45,7 людини на один квадратний кілометр.
Расовий склад міста за даними перепису розподілився таким чином: 97,54 % білих, 0,2 % — афроамериканців, 0,31 % — корінних американців, 0,36 % — азіатів, 1,59 % — представників змішаних рас. Іспаномовні склали 0,56 % від усіх жителів міста.
З 772 домашніх господарств в 32,8 % — виховували дітей в віці до 18 років, 63,2 % представляли собою подружні пари, які спільно проживають, в 7,1 % сімей жінки проживали без чоловіків, 25,9 % не мали родини. 20,2 % від загального числа сімей на момент перепису жили самостійно, при цьому 6,9 % склали самотні літні люди у віці 65 років та старше. Середній розмір домашнього господарства склав 2,53 людини, а середній розмір родини — 2,91 особи.
Населення міста за віковим діапазоном за даними перепису 2000 року розподілилося таким чином: 25,3 % — жителі молодше 18 років, 4,9 % — між 18 і 24 роками, 30,1 % — від 25 до 44 років, 29,4 % — від 45 до 64 років і 10,4 % — у віці 65 років та старше. Середній вік мешканця склав 40 років. На кожні 100 жінок в припадало 101,3 чоловіки, при цьому на кожні сто жінок у віці від 18 років та старше припадало 98,6 чоловіки також старше 18 років.
Середній дохід на одне домашнє господарство в місті склав 48 594 долара США, а середній дохід на одну сім'ю — 52 143 долара. При цьому чоловіки мали середній дохід в 39 191 долар США на рік проти 25 900 доларів середньорічного доходу у жінок. Дохід на душу населення в місті склав 22 955 доларів на рік. 2,7 % від усього числа сімей в місті і 4,2 % від усієї чисельності населення перебувало на момент перепису населення за межею бідності, при цьому 2,5 % з них були молодші 18 років і 6,4 % — у віці 65 років та старше.